# Ybl Ervin
Ybl Ervin (Budapest, 1890. január 14. – Budapest, 1965. augusztus 11.) magyar művészettörténész, a művészettörténeti tudományok kandidátusa (1960). Ybl Miklós távoli rokona volt.

## Életpályája
Jogi és filozófiai doktorátust szerzett. 1919-ben felvették az Eötvös szabadkőműves páholyba. Évekig a Budapesti Hírlap képzőművészeti rovatát vezette, majd a vallás- és közoktatásügyi minisztériumának  osztályfőnöke volt. 1931-ben a budapesti tudományegyetemen  az olasz szobrászat történetéből magántanári képesítést nyert. 1941. július 1-től címzetes  ny. rk. tanár volt.  Hagyatékát a székesfehérvári  István király Múzeum örökölte, ahol  kéziratos emlékiratait is őrzik. 

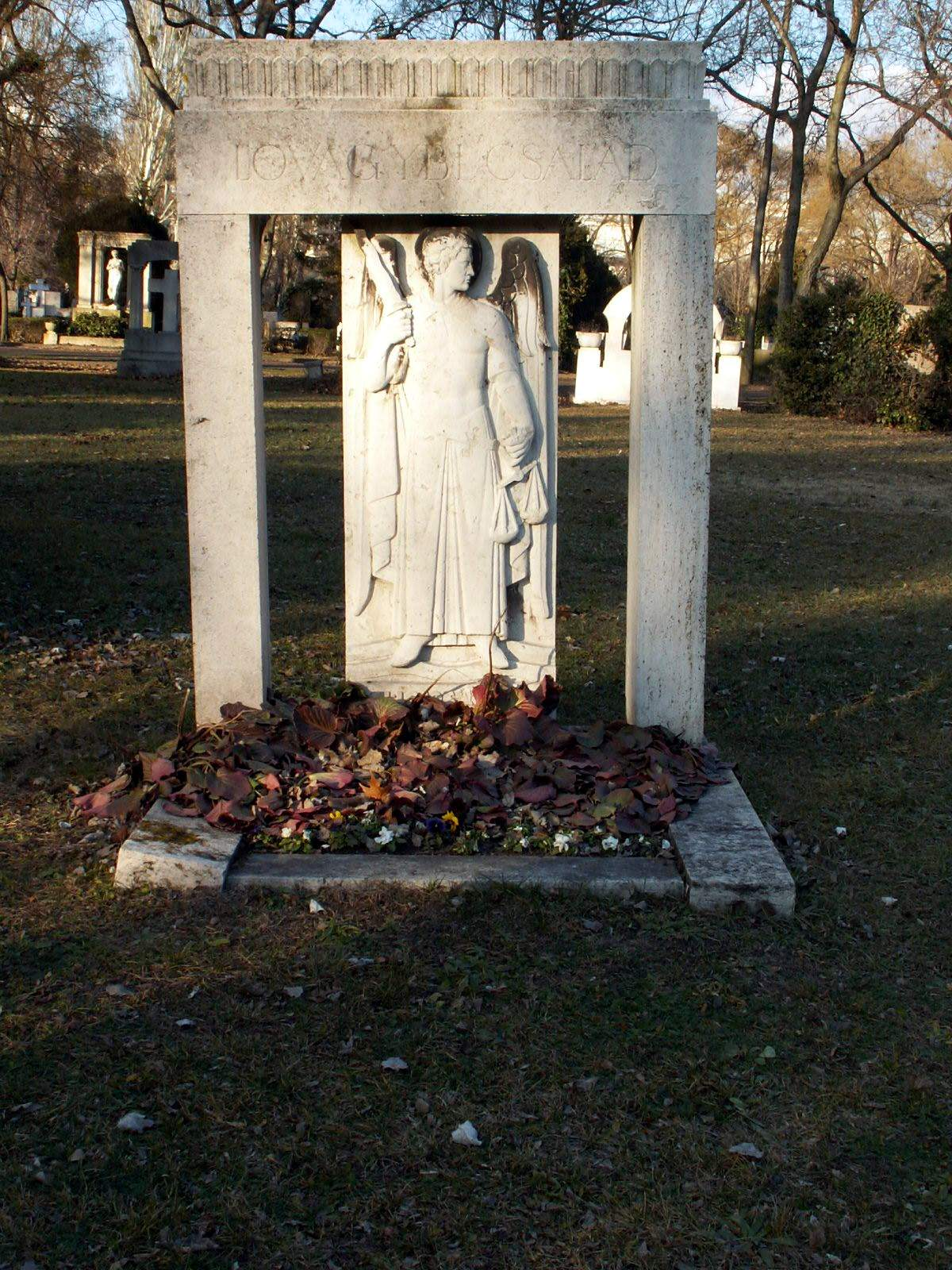
Sírja a Fiumei úti sírkertben, 2008-ban. (35-10-7) Alkotó: Weichinger Károly – Ohmann Béla, 1939.

## Főbb művei
- Donatello (Bp., 1927; Bruxelles, 1930);
- Toscana szobrászata a quattrocentoban (I – II., Bp., 1930);
- Zala György (Magyar Művészet, 1937),
- Lotz Károly élete és művészete (Bp., 1938);
- Mesterek és mesterművek (Bp., 1938);
- Ybl Miklós (Bp., 1956);
- Csontváry Tivadar (Bp., 1958. angolul is);
- A Magyar Nemzeti Galéria palotája (Bp., 1960);
- A francia és angol renaissance és barokk művészet (I – II., Bp., 1960).
- Az operaház.  Képzőművészeti Alap Kiadóvállalata, Budapest, 1962
- Robbia, Budapest, Képzőművészeti Alap Kiadóvállalata, 1962.